# Ernest Hartmann
Ernest Hartmann (25 février 1934 - 7 août 2013) est un psychanalyste et chercheur américain spécialisé dans le sommeil. Il est connu pour avoir été un pionnier dans l'étude du sommeil et du rêve, intégrant la neurophysiologie, l'endocrinologie et la biochimie à ses travaux.

## Vie et carrière
Hartmann est né le 25 février 1934 à Vienne, en Autriche. Son père était Heinz Hartmann (1894-1970), psychanalyste de renom et l'un des fondateurs de la psychologie du moi, et sa mère était Dora (Karplus) Hartmann (1902-1974), pédiatre, psychiatre et psychanalyste. Il a eu un frère, Lawrence, né en 1937,. En 1938, la famille quitte Vienne, en raison de la montée du nazisme, et se rend à Paris puis en Suisse. Ils s'installent finalement installés à New York en 1941, où Ernest Hartmann obtient son diplôme de l'Ethical Culture Fieldston School en 1951. Il fréquente ensuite l'Université de Chicago, puis la Yale University School of Medicine, où il a obtenu son doctorat en médecine en 1958. Après un stage à Einstein, il fait sa résidence en psychiatrie au Massachusetts Mental Health Center et a continué à faire des recherches sur le sommeil à l'Institut national de la santé mentale.
Hartmann a débuté sa carrière comme professeur adjoint de clinique en psychiatrie à la faculté de médecine de l'Université Tufts à Boston de 1964 à 1966, puis comme professeur adjoint de psychiatrie de 1966 à 1969, avant de devenir professeur titulaire en 1975, l'un des trois seuls professeurs titulaires de la faculté de médecine à cette époque. Il a occupé ce poste jusqu'à sa retraite de Tufts en 2013,.
Hartmann a été le président de l'Association internationale pour l'étude des rêves et le rédacteur fondateur de leur revue, Dreaming. Il a servi comme lieutenant-commandant dans le service de santé publique des États-Unis de 1962 à 1964 et a occupé plusieurs postes de haut niveau parallèlement à ses fonctions à Tufts, notamment la direction du laboratoire du sommeil et des rêves de l' hôpital d'État de Boston de 1964 à 1980, du laboratoire du sommeil du centre de santé mentale de West-Ros-Park et du centre des troubles du sommeil de l' hôpital Newton-Wellesly.
Au cours de ses 55 années de recherche sur le sommeil et les rêves, il a publié plus de 350 articles et 9 livres, tout en donnant de nombreuses conférences et exposés à travers le monde. En 1967, Hartmann a publié son premier ouvrage, intitulé La biologie du rêve (titre original : The Biology of Dreaming).
Hartmann a été marié deux fois, d'abord à Barbara Snow Hengst, de 1961 à 1974, puis à Eva Neumann, de 1995 à 1999. Ces deux mariages se sont soldés par un divorce. Il a eu deux enfants avec Barbara Snow Hengst : Jonathan Hartmann, né en 1966, et Katherine Hartmann, née en 1968.
Hartmann a vécu à Newton Highlands, dans le Massachusetts . Il est décédé à Truro, dans le Massachusetts, le 7 août 2013, des suites d'une insuffisance cardiaque, à l'âge de 79 ans.

## Théorie des «frontières mentales»
Hartmann a développé le concept de boundaries in the mind : certaines personnes ont des frontières mentales minces, favorisant la créativité, la sensibilité et des rêves vifs, tandis que d’autres ont des frontières épaisses, avec une distinction nette entre fantasme et réalité.
Il a créé le Boundary Questionnaire, permettant de mesurer cette caractéristique de personnalité, avec des liens observés entre superficies mentales minces et rêves fréquents ou lucides.

## Découverte majeure concernant le cycle du sommeil
Dans son article de 1968 intitulé “The 90‑minute sleep‑dream cycle” (Annealing E. Hartmann), publié dans Archives of General Psychiatry, Hartmann décrit une découverte fondamentale : l’existence d’un rythme ultradien d’environ 90 minutes, observable chez les humains que l’on soit endormi ou éveillé, sur une période de 24 heures. Cette recherche rejoint le concept connu du Basic Rest–Activity Cycle (BRAC) de Nathaniel Kleitman, selon lequel ce cycle ultradien persiste pendant la journée. Hartmann confirme que les humains tendent à manifester ce rythme, avec davantage de rêveries et une tonicité musculaire réduite dans les phases correspondant au REM, même éveillés.

## Travaux principaux
- Les fonctions du sommeil (titre original : The Functions of Sleep). New Haven, CT : Yale University Press. 1973.
- Les limites de l'esprit : une nouvelle psychologie de la personnalité (titre original : Boundaries in the Mind: A New Psychology of Personality). New York : Basic Books, 1991. ISBN 9780465007394
- La nature et les fonctions du rêve (titre original : The Nature and Functions of Dreaming) . Oxford University Press, 2010. ISBN 9780199751778
- Frontières : une nouvelle façon de voir le monde (titre original : Boundaries: A New Way to Look at the World). Summerland, Californie : CIRCC EverPress, 2011. ISBN 9780983071808